# Vlag van Leeuwarden

Vlag van de gemeente Leeuwarden
(sinds 2019)

Vlag van de gemeente Leeuwarden (1947 - 2019)
Stadsvlag Leeuwarden
(1947 - heden)

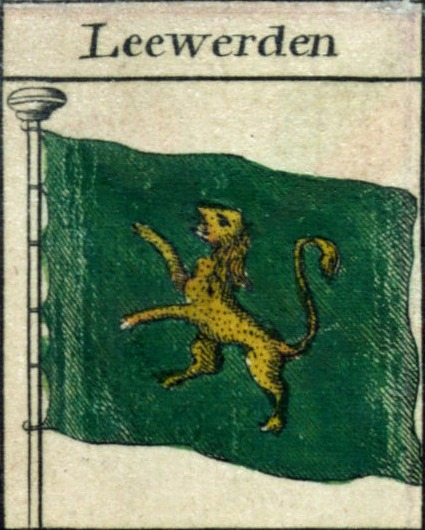
Historische vlag van Leeuwarden (1783)

De vlag van Leeuwarden is bij besluit van burgemeester en wethouders op 29 maart 2019 vastgesteld als de gemeentelijke vlag van Leeuwarden. De vlag kan als volgt worden beschreven: Blauw met op het midden een gele klimmende leeuw, met langs de broeking twee banen van gelijke lengte in de kleuren rood en wit.
De bekende blauw met gele vlag blijft bestaan als de stadsvlag van Leeuwarden.

## Vlag van 2019
In 2012 werd op initiatief van oud-makelaar Folkert Popma, oud-wethouder van Leeuwarden, Marco Florijn en oud-rechter en kamerheer Rienk Wegener Sleeswijk een nieuwe vlag voor de gemeente ontworpen, die deels is gebaseerd op de historische vlag van de stad met de leeuw die nog steeds in het gemeentewapen staat. Een ander uitgangspunt voor het ontwerp was de verbinding met Leeuwarden als belangrijkste plaats in het oude district Oostergo. Deze vlag zou in 2014, na de samenvoeging met het noordelijk deel van Boornsterhem, waaronder Grouw, ingevoerd kunnen worden. De staande rode en witte banen aan de linkerkant zijn geïnspireerd op horizontale banen van dezelfde kleuren in de vlag van Boarnsterhim, en komen tevens in het wapen van Oostergo voor. Tegelijkertijd met de vlag zou ook een gewijzigd wapen, voorgesteld door de Fryske Rie foar Heraldyk, kunnen worden ingevoerd. De Hoge Raad van Adel kon zich in het voorstel, de vermeerdering van het bestaande wapen met twee schildhouders, vinden.

## Vlag van 1947
Op 1 augustus 1947 werd de gemeentevlag van Leeuwarden voor de eerste maal vastgesteld. Deze vlag bestond uit 4 banen van gelijke hoogte in de kleuren blauw en geel.
Rond 1700 wordt de vlag met de vier banen gedocumenteerd door Hesman. De kleuren van de vlag zijn ontleend aan die van het gemeentewapen (voorheen stadswapen) van Leeuwarden.

Het wapen van Leeuwarden (1818-2019)
Het wapen van Leeuwarden (2019)

## Wimpel

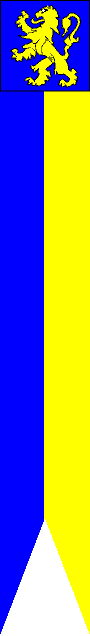
Wimpel

De beschrijving van de bijbehorende wimpel is als volgt:
Een vierkante blauwe hijs met daarin de gele klimmende leeuw en twee lengtebanen blauw en geel.

## Historische vlaggen
In 1783 wordt de vlag van Leeuwarden op een vlaggenkaart voor gebruik op zee, uitgegeven door de Brit Bowles, weergegeven als een groene vlag met daarop een gele klimmende leeuw. De vlag met de klimmende leeuw wordt in de zeventiende en achttiende eeuw zowel met een blauwe als met een groene achtergrond vermeld. Oude bronnen geven soms voor het veld van het wapen van Leeuwarden een groene kleur op.
Voor 1947 gebruikte men een vlag met twee even hoge banen van geel en blauw, deze werd door de burgerij gebruikt.

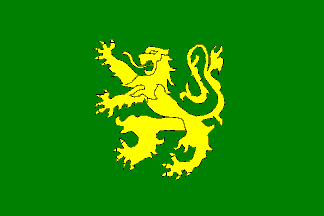
Vlag uit ca. 1680
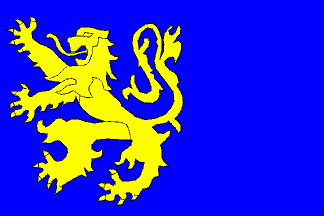
Vlag uit ca. 1750
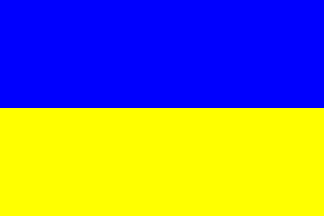
Vlag voor 1947

Achtkarspelen · 
Ameland · 
Dantumadeel · 
De Friese Meren · 
Harlingen · 
Heerenveen · 
Leeuwarden · 
Noardeast-Fryslân · 
Ooststellingwerf · 
Opsterland · 
Schiermonnikoog · 
Smallingerland · 
Súdwest-Fryslân · 
Terschelling · 
Tietjerksteradeel · 
Vlieland · 
Waadhoeke · 
Weststellingwerf